# Cadair Idris
Cadair Idris (nebo také Cader Idris) je hora v hrabství Gwynedd na severu Walesu. Leží na jihu národního parku Snowdonia poblíž města Dolgellau. Její vrchol se nachází ve výšce 893 m n. m. Nedaleko vrcholu se nachází jezera Llyn Cau a Llyn y Gader. Název hory Cadair Idris v doslovném překladu z velštiny znamená „Idrisova židle“ (Idris je podle velšské mytologie obr, který horu používal jako křeslo pro sledování hvězd).